# Октант
Окта́нт ― любая из восьми областей, на которые пространство делится тремя взаимно перпендикулярными плоскостями, образованными координатными осями в трехмерном пространстве. Понятие аналогично квадранту для двухмерного пространства.
Они считаются при виде слева на координатную плоскость {\displaystyle Oyz} против часовой стрелки в следующем порядке: I–IV — передние октанты. Это часть полупространства от {\displaystyle Oyz}, где ось абсцисс положительна.  A V–VIII — задние октанты. Это часть полупространства от {\displaystyle Oyz}, где {\displaystyle x}-координата отрицательна. Пятый октант находится справа от первого, четвёртый октант находится снизу от первого, второй октант находится за первым (при виде спереди на координатную плоскость {\displaystyle Oxz}).
|      | {\displaystyle x} | {\displaystyle y} | {\displaystyle z} |
| ---- | ----------------- | ----------------- | ----------------- |
| I    | +                 | +                 | +                 |
| II   | +                 | −                 | +                 |
| III  | +                 | −                 | −                 |
| IV   | +                 | +                 | −                 |
| V    | −                 | +                 | +                 |
| VI   | −                 | −                 | +                 |
| VII  | −                 | −                 | −                 |
| VIII | −                 | +                 | −                 |

В {\displaystyle n}-мерном пространстве ортант ― любая из {\displaystyle 2^{n}} областей, на которые пространство делится {\displaystyle n} взаимно перпендикулярными гиперплоскостями, образованными координатными осями в {\displaystyle n}-мерном пространстве.